# Przemysław Tytoń
Przemysław Tytoń (* 4. ledna 1987 Zamość) je polský profesionální fotbalový brankář, který chytá za nizozemský klub AFC Ajax a reprezentant, který v současné době hraje za německý klub VfB Stuttgart. Mezi lety 2010 a 2016 odchytal také 14 zápasů v dresu polské reprezentace, ve kterých udržel 5 čistých kont.

## Klubová kariéra
Tytoń hrál v Polsku v klubu Górnik Łęczna až do konce sezóny 2006/07, kdy byl Górnik kvůli korupci přeřazen z Ekstraklasy do třetí ligy. Brankář se mohl vyvázat ze smlouvy, jeho odchod posvětil Polský fotbalový svaz. Tytoń zamířil do nizozemského klubu Roda JC Kerkrade. Zde strávil dvě sezóny a odchytal 46 utkání v Eredivisie.

### PSV Eindhoven
V srpnu 2011 odešel na roční hostování do PSV Eindhoven, součástí smlouvy byla i opce na následný přestup. 18. září 2011 utrpěl po srážce se spoluhráčem Timothy Derijckem během zápasu s AFC Ajax (remíza 2:2) otřes mozku a byl odnesen ze hřiště na nosítkách a dopraven do nemocnice. Byl to teprve jeho třetí zápas za PSV. Další den už byl propuštěn z ošetření, nepotvrdil se vážný úraz. Po zranění se dostal do výtečné formy a na pozici brankářské jednotky vystřídal Švéda Andrease Isakssona. V sezóně 2011/12 vyhrál s PSV nizozemský fotbalový pohár, když ve finále vychytal vítězství 3:0 nad Heracles Almelo. PSV po ukončení hostování využil opci na přestup a doplatil Rodě částku 2,7 milionu eur.
Na začátku sezóny 2012/13 dostal po odchodu Isakssona dres s číslem 1. Pozici jednotky ztratil po pěti ligových kolech, kdy jej trenér Dick Advocaat posadil na lavičku a přednost dostal gólman Boy Waterman.

### Elche CF
V červenci 2014 odešel na hostování do španělského prvoligového klubu Elche CF.

### VfB Stuttgart
V červnu 2015 se dohodl na přestupu z PSV do německého bundesligového klubu VfB Stuttgart.

## Reprezentační kariéra
V květnu 2010 jej reprezentační trenér Polska Franciszek Smuda povolal do týmu. 29. května 2010 debutoval v A-mužstvu Polska v přátelském zápase s hostujícím Finskem, utkání skončilo bezbrankovou remízou.
12. října 2012 v přátelském utkání s Jihoafrickou republikou vychytal výhru 1:0.

### EURO 2012
Przemysław Tytoń byl na Euro 2012 nominován jako brankářská dvojka za Wojciechem Szczęsnym poté, co původně nominovaný Łukasz Fabiański utrpěl zranění. V zahajovacím utkání turnaje se střetlo domácí Polsko s Řeckem a v 69. minutě byl za stavu 1:1 vyloučen polský brankář Wojciech Szczęsny, který fauloval v pokutovém území Dimitrise Salpingidise, aby zabránil druhému gólu (dostal červenou kartu, což znamenalo automatický zákaz startu v dalším zápase s Ruskem). Do polské brány musel nastoupit Tytoń, náhradní brankář. Nařízený pokutový kop chytil, stal se tak prvním brankářem v historii evropských šampionátů, kterému se to podařilo poté, co právě přišel na hřiště (utkání nakonec skončilo výsledkem 1:1). Szczęsny už se na hřiště nedostal, zbývající dva zápasy Polska na šampionátu odchytal díky své formě Tytoń (remíza 1:1 s Ruskem a prohra 0:1 s Českou republikou), Polsko skončilo se ziskem 2 bodů na posledním místě základní skupiny A.